# Tjeerd Cannegieter
Tjeerd Cannegieter (Schingen, 28 februari 1846 – Utrecht, 11 november 1929) was een prominent Nederlands theoloog, predikant en hoogleraar. Hij was een groot verdediger van het protestantisme en een felle antikatholiek. Hij was de grootvader van surrealistisch fotograaf Emiel van Moerkerken

## biografie
Cannegieter werd geboren in Schingen en was zoon van predikant Hendrik Cannegieter (bet-achterkleinkind van Hendrik Cannegieter) en Johanna Petronella Meijer. Al snel verhuisden ze naar Groningen, waar Cannegieter opgroeide Hij studeerde theologie in Groningen, waar hij meteen al uitblonk als student. en promoveerde met het proefschrift Christologie volgens den brief aan de Hebreën, (waarmee hij eerder al een prijs had gewonnen). Hierin gaat hij in op de zedelijke ontwikkeling van Jezus Christus' menselijke natuur. Cannegieter was na enkele jaren predikant in Niehove, Hoogezand en Tzum  voordat hij werd aangesteld als Kerkelijk hoogleraar godgeleerdheid, de geschiedenis van de Nederlandse Hervormde Kerk en het Nederlands Hervormd Kerkrecht.  Zijn benoeming tot kerkelijk hoogleraar in 1878 deed wel wat stof opwaaien bij de studenten die geen evangelisch hoogleraar wilden. Later werd Cannegieter pas een vrijzinnige. In 1870 trouwde hij met de predikantsdochter uit Leermens Aafje Offerhaus met wie hij kinderen kreeg. Hij had niet veel met dogmatiek en kerkrecht, maar hield vooral van de wijsbegeerte binnen de theologie. Op de universiteit werd hij een bekend gezicht, en hij stond erom bekend om nooit een hoed te dragen, waardoor zijn grijze haren en hoge voorhoofd een fenomeen werden.
Tjeerd Cannegieter overleed op 11 november 1929 na een ziektebed van enkele weken op 83-jarige leeftijd. Hij werd geroemd om zijn buitengewone wetenschappelijke eruditie en tegelijkertijd zijn kinderlijke eenvoudigheid.